# Таємний посол
«Таємний посол» — тетралогія українського письменника-історика Володимира Малика. Складається з чотирьох романів: «Посол Урус-Шайтана» (1968 р.), «Фірман султана» (1969 р.), «Чорний вершник» (1976 р.), «Шовковий шнурок» (1977 р.). Усі чотири романи розповідають про долю українського козака Арсена Звенигори. Протягом усіх книг він подорожує по Україні і Туреччині, виконуючи секретне доручення кошового отамана Сірка.

## Загальна інформація
Головним героєм тетралогії виступає молодий козак Арсен Звенигора. Ця особа не зовсім вигадана. У Арсена був реальний прототип — запорожець-розвідник, якого отаман Іван Сірко напередодні війни послав з важливим завданням в Туреччину — вивідати військові плани майбутнього ворога. Досконало володіючи турецькою мовою, цей сміливий «таємний посол» зумів роздобути і привезти на Запоріжжя фірман (указ) султана Магомета IV про майбутній похід на Україну.
Розуміючи виняткову важливість цього документа, Сірко негайно відправив його до Москви, де він і зберігся до наших днів в архіві колишнього Посольського приказу. Так стали відомі стратегічні й тактичні плани Туреччини. Українські та польські війська, завчасно підготовлені і стягнуті під Чигирин, завдали сильному супротивнику значних втрат, змусили його відступити і відмовитися від планів завоювання України, які, якщо б вони були реалізовані, призвели б до повного знищення її народу.

## Історія написання

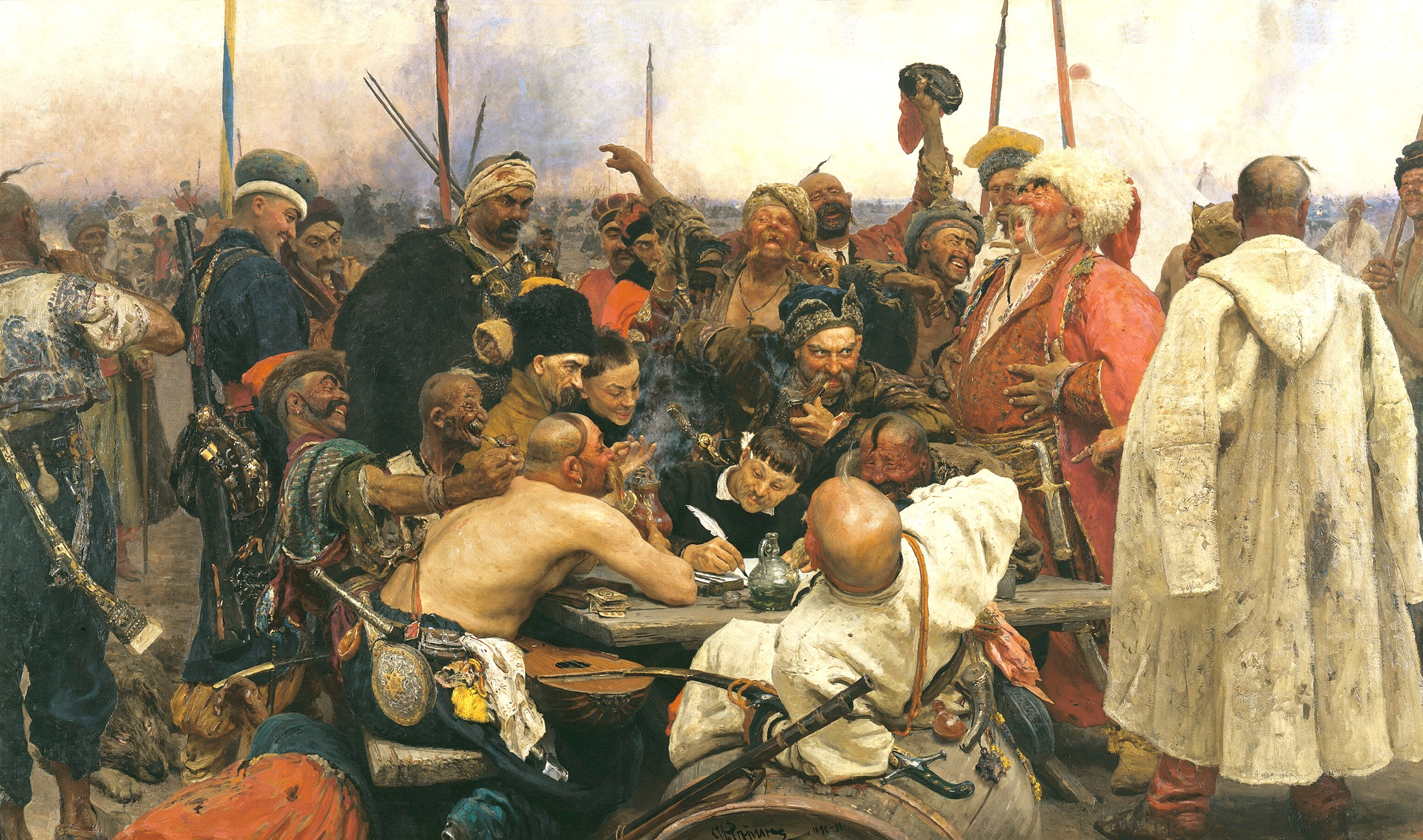
Картина Іллі Рєпіна «Запорожці пишуть листа турецькому султану»

Задум цієї тетралогії виник у письменника під впливом відомої картини Іллі Рєпіна «Запорожці пишуть листа турецькому султану». Милуючись картиною, письменник подумав, що художник на своєму полотні відобразив лише мить з життя захисників своєї землі. Тоді він вирішив написати роман, де можна було показати, як вони жили, сіяли та збирали хліб, займалися торгівлею, ремеслами, кохали та воювали, гинули у неволі та війнах.
Перш ніж розпочати писати роман, письменник багато працював в архівах, вивчав історичні документи минулих епох.
В основу тетралогії Малика покладено реальні події російсько-турецької війни 1677—1678 років, а також часу аж до підписання Бахчисарайського мирного договору в 1681 році. Ця війна ще відома під назвою Чигиринських походів.
Усю тетралогію можна умовно поділити на дві дилогії, які є цілком самостійними та логічно завершеними. Першу із них («Посол Урус-Шайтана» та «Фірман султана») Малик написав у період 1968-69 років, другу («Чорний вершник», «Шовковий шнурок») — у 1976-77 роках.

## Сюжет

### Посол Урус-Шайтана
Перша книга тетралогії розповідає події 1676 року від Різдва Христового. Змальовується Запорізька Січ. Кошовий отаман Іван Сірко посилає головного героя, молодого козака Арсена Звенигору з подвійною таємною місією до Болгарії. Він повинен викупити з неволі брата Сірка, Нестора і розвідати, чи правдиві чутки про підготовлюване вторгнення турків в Україну. Під час виконання місії Арсен потрапляє в полон замість того, щоб пробиратися таємними стежками під Варну. Цю книгу можна назвати провідником по історії України того періоду.

### Фірман султана
Арсен Звенигора, козак Війська Запорізького і його друзі втекли з рабства на турецькій галері. До їх рук випадково потрапляє фірман султана. Тепер Арсен знає про те, що його рідну Україну очікує нова турецька навала на чолі з візиром Кара-Мустафою. Арсен усіма силами намагається швидше потрапити додому, щоб попередити про небезпеку кошового отамана Сірка та гетьмана Самойловича. На шляху до України Арсену допомагають його знання турецької мови, вправне володіння зброєю та уміння знаходити вихід зі складних ситуацій.

### Чорний вершник
У третій частині тетралогії Арсен Звенигора нарешті повертається додому, проте війна знову змушує його вирушати у похід. У пригодах йому допомагатимуть персонажі попередніх книг — росіянин Роман Воїнов, поляк Мартин Спихальський, болгарський воєвода Младен і його син Ненко. Крім цього, важливу роль у сюжеті відіграє Семен Гурко.

### Шовковий шнурок
Назва останньої частини тетралогії відсилає до турецького звичаю, за яким посадовцю, що завинив, султан надсилав шовковий шнурок. Такий «презент» означав смертний вирок. У центрі уваги роману Арсен Звенигора, який продовжує боротьбу проти ворогів рідної України, вирішуючи попутно особисті проблеми. У вирі війни зникла кохана дівчина Арсена — Златка. Пошуки у Криму та в інших частинах Україні не дали результатів. Але через деякий час стало відомо, що Златка потрапила в Стамбул, у гарем великого візира Кара-Мустафи. Й Арсен разом із другом Ненком поїхали її визволяти, заприсягшись врятувати її з полону або загинути у бою з ворогом. Також описується похід на Європу і облога Відня турками 

## Відгуки
У тетралогії поряд з вигаданими героями діє багато відомих історичних персонажів. Серед них — кошовий отаман Іван Сірко, гетьман Юрій Хмельницький, ватажок повстанців Семен Палій, Леопольд — австрійський імператор та польський король Ян Собеський. Автор дуже цікаво, яскраво та колоритно змальовує Запорізьку Січ, її норови та традиції, показує козаків, як багатих, так і бідних, описує їх дозвілля, роботу, ремесла. Велика увага приділяється їх вдачі та військовому ремеслу.
Критики до тетралогії «Таємний посол» загалом ставляться позитивно, однак вважають дещо ідеалізованою здатність головного героя, Арсена, з такою вдачею виплутуватись із різноманітних колотнеч та неприємностей.

## Екранізація
У 2001 році студія «Фрески» на замовлення ТОВ «Київська Державна Телерадіокомпанія» створила мультсеріал. Режисером виступив Олег Коваленко, композитор — Алла Мігай. Втім, мультфільм так і не було трансльовано на телебаченні. Тільки у 2010 році пілотна серія була викладена в інтернет. Станом на квітень 2013 статус інших серій невідомий. Активісти сайту Гуртом планують зібрати кошти, щоб викупити носії.